# Fra Gomita
Fra Gomita fou frare menor, se sap que era nascut a Sardenya, que va viure al segle xiii i que morí a Sàsser. Va ser un polític italià, principalment conegut com a personatge de la Divina Comèdia de Dante Alighieri, on és mencionat en el cant XXII de l'Infern, i està situat a la cinquena fossa del vuitè cercle, entre els estafadors o baraters.
En realitat, Dante no es troba directament amb ell, però és citat per un dels seus companys de martiri, Ciampolo de Navarra, qui el defineix com:
«Aquell fou fra Gomita,
el de Gallura, vaixell de tot frau,

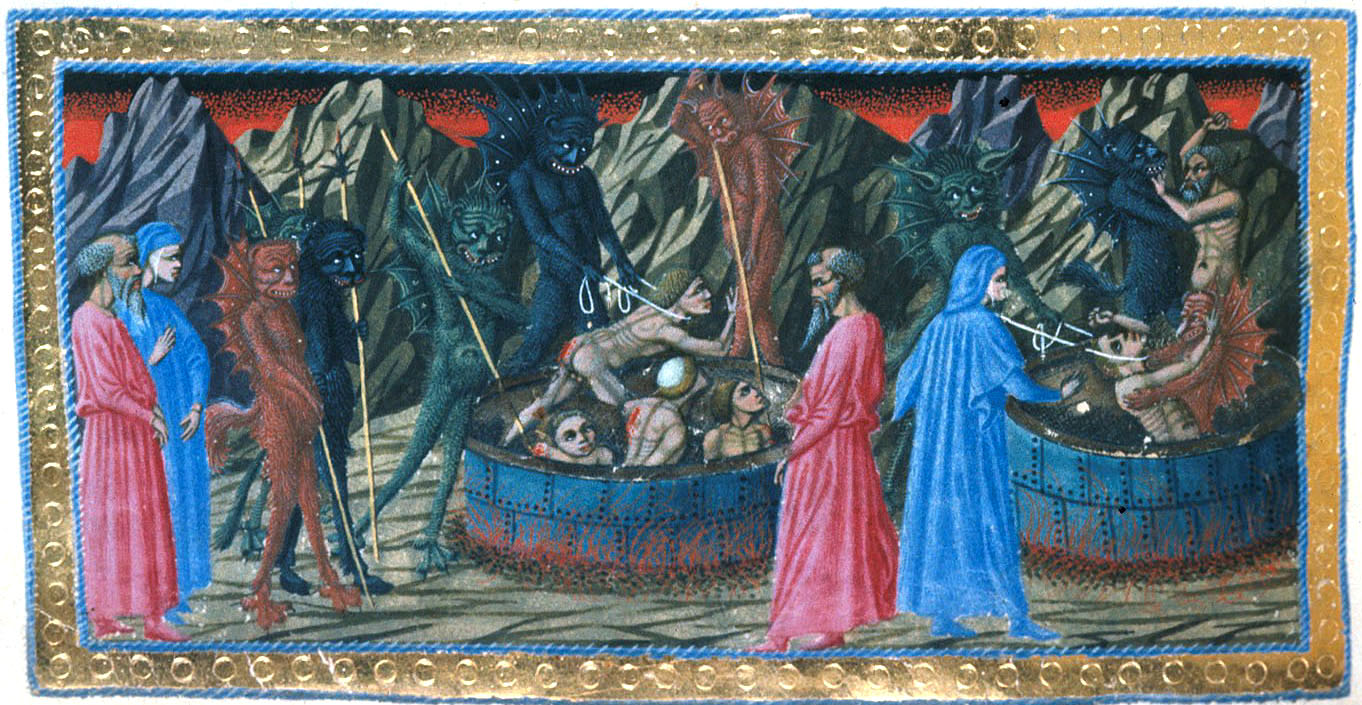
Cant XXII de l'Infern. Priamo della Quercia, miniatura del.

que agafà els enemics del seu senyor
i els va tractar tan bé que tots el lloen.
Rebé diners i els soltà d'amagat,
tal com diu ell; i també en altres càrrecs
va traficar, no poc sinó a l'engròs.»
(Infern Cant XXII vv.81-87)
Però el perfil definit pel maliciós Ciampolo de Navarra (un perfil d'entès, gairebé com un "expert") bull i fermenta amb ironia admirativa cap a Fra Gomita. Contents els presoners per haver sortit de la presó sense massa dificultats, inclús sense judici formal, d'amagat (els va deixar anar en secret); content el frare per haver-los munyit materialment (els va treure diners): i d'això parla complagut amb els companys de pena ("tal com diu ell").
Fou vicari i home de confiança d'Ugolino (anomenat Nino) dels Visconti de Pisa, senyor del jutjat de Gallura entre 1275 i 1296 (Sardenya, sota l'administració pisana, estava dividida en quatre circumscripcions o jutjats). El nostre frare s'aprofitava descaradament de la gran candidesa i de les absències interminables del seu senyor; tant que en un cert moment es va permetre alliberar alguns importants presoners prèvia entrega d'una gran quantitat de diners. Nino Visconti es va veure obligat a tornar a l'illa i penjar-lo.